# Muncă decentă

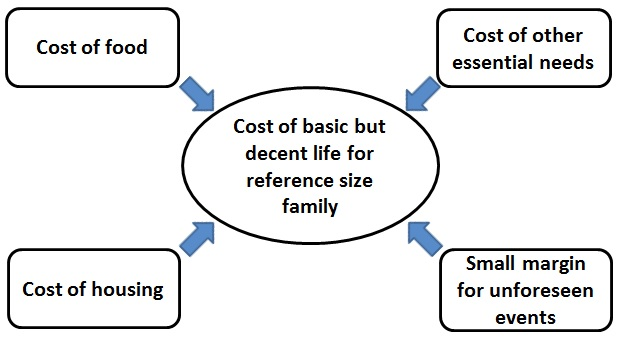
Cost of basic but decent life for reference size family

Muncă decentă (lat. labor decens, engl. decent work, germ. gute Arbeit, span. trabajo decente) este un concept propus de Organizația Internațională a Muncii , care stabilește condițiile pe care trebuie să le reunească o relație laborală (o relație contractuală, de muncă) pentru a satisface standardele laborale internaționale, astfel încât munca să se realizeze de formă liberă, echitabilă, în condiții de siguranță, și omenește demnă. Ceea coboară mai jos de aceste standarde, trebuie considerat ca violări aduse  drepturilor umane ale lucrătorului afectat, și trebuie considerat că, în asa caz, nu avem de-a face (la modul propriu), cu o activitate laborală liberă, ci doar cu o simulare a acestei libertăți

## Concepte
Munca (activitatea laborală) decentă, sintetizează aspirațiile persoanelor pe perioada vieții lor laborale (pe durata "activității lor în muncă"). Înseamnă posibilitatea de accedere la o ocupație productivă care să genereze un venit echitabil, să genereze securitate în muncă, să genereze protecție socială familiei (să își poată, lucrătorul în discuție, întreține familia), să genereze perspective mai bune de dezvoltare personală și de integrare socială, să genereze acea libertate care sa le permită subiecților să își exprima opiniile, să se organizeze și să participe la luarea acelor decizii care le influențează viața, și în afara de asta, egalitate de șanse și de tratament pentru toată lumea (fie femeie, fie bărbat).
 
Pentru obținerea acestui ambient denumit "muncă decentă", unele dintre instrumentele pe care Serviciile Publice de Ocupare a Posturilor de Muncă trebuie să le mențină, dezvolte și aprofundeze sunt "Itinerariile Personalizate de Inserție", ca o modalitate de acordare a atenției personalizate înspre a se gestiona politici active de ocupare cât mai efective și cât mai afective.
În ultimul deceniu al Secolului XX și în primul deceniu al secolului al XXI-lea, o bună parte dintre economiile europene, împinse din urmă de schimbările tehnologice, au cunoscut o profundă restructurare. Globalizarea, erupția (explozia) societății informaționale, noile tehnologii de comunicare și apariția unei noi relații capital/muncă, au accelerat terțiarizarea economiei și cu siguranță a făcut să dispară industria grea și o mare parte din industria manufacturieră. Acest lucru a declanșat o dramatică relocare a resurselor de la un sector la altul (inclusiv a resurselor umane și laborale). Milioane de lucrători au ajuns sa îngroașe rândurile șomajului.
Ne confruntăm cu o nouă modernitate (Beck, 2006). O societate construită în jurul valorii unei ordini post-tradiționale, în care individul se vede supus influenței unui mediu social din ce în ce mai amplu, mai global, dependent de consecința unor evenimente și influențe îndepărtate, care il afectează ca și când acestea i-ar fi foarte aproape. Lucrătorul a fost convertit în nomad, dislocat de orizonturile lui apropiate (deși încă mai păstrează legături puternice cu instituții, localități, familiari, conaționali), a fost deconectat de la geografia cunoscută, și de la experiența generațiilor anterioare. Societatea - și bineînțeles, piața muncii - se individualizează.
Lucrătorii sunt constrânși să accepte mobilitatea  geografică (sunt constrânși la o viață ambulantă) și mobilitatea funcțională (schimbarea din mers a profesiunii), cum niciodată înainte n-au mai fost constrânși. Organizarea flexibilă a producției ii forțează la o continuă schimbare și la necesitatea de a-și asuma riscuri. Trecem, de la o societate a muncii, la o societate a riscului, la o societate în care se consolidează precaritatea (sărăcia), individualismul și confuzia. Diferența între societatea industrială și cea a riscului constă în faptul că schimbarăm logica de producție și de distribuție a bogăției, cu logica de producție și de distribuție de riscului, considerat acesta ultimul, ca ansamblul de amenințări viitoare care depind de deciziile luate în fiecare moment din prezent. Deciziile de luat sunt din ce în ce mai dificile, mai complexe și necesită din ce în ce mai multă reflecție, informație specializată și, de multe ori, sprijin profesional.(Beck, 2007)
Individualizarea și flexibilizarea pieței de muncă se extind, ca rezultat al sfârșitului societății industriale pe care o cunoscurăm după al Doilea Război Mondial. Individul, care înainte se structura din punct de vedere social, prin profesia sa, clasa socială și capacitatea de consum, se vede acum eliberat, dar în același timp obligat, de a alege totul, de a-și construi propria biografie, într-o specie de bricolaj care însumează identitatea, cariera profesională și caracterul.
Lucrătorul, sprijinit doar pe calificarea sa (pe capacitatea sa profesională), trebuie să ia decizii care să ii permită să se adapteze la un viitor incert. Va trebui să facă asta de o formă responsabilă și autonomă, si va avea nevoie de orientare (îndrumare), de informare și de ajutor de specialitate. Aceasta este una dintre cele mai clare simptome ale unei societăți incerte, flexibile și individualizate. În acest sens, o nouă propunere este cunoscută ca "piața de muncă tranzițională"; o nouă abordare, care oferă instrumente pentru gestionarea riscurilor, pe toată durata vieții lucrătorului. Putem defini "piețele de muncă tranziționale" ca pe acelea care permit și promovează nomadismul (itineranța, mobilitatea)  lucrătorilor pe durata diferitelor situații laborale, intre care figurează tranziții între perioadele de ocupație laborală și cele de șomaj, schimbarea de la o intreprindere la alta, schimbare de ocupații, diferite tipuri de contract, muncă remunerată sau voluntară. Se tratează de o viziune a pieței în termen de fluxuri și nu de stocuri, o viziune care schimbă radical conceptul politicilor stadiului de bunăstare și, desigur, politicile în ce privește ocuparea forței de muncă, politici care deja nu mai pot fi concepute ca programe, ci, ca acompaniament. (Mercader, 2009)

## Origine
Conceptul "muncă decentă" a fost introdus de către Juan Somavía, în primul său raport în calitate de Director General al Organizației Internaționale a Muncii (OIM) în 1999.
Termenul a fost introdus ca răspuns la deteriorarea drepturilor lucrătorilor, deteriorare care s-a înregistrat în întreaga lume începând cu decada anilor 90, ca urmare a procesului de globalizare și a necesității de a aborda dimensiunea socială a globalizării.

### Bibliografia
- Beck U.(2006). "La Sociedad del Riesgo", Ed. Paidós, Barcelona, ISBN 84-493-1892-0
- Beck U. (2007). "Un Nuevo Mundo Feliz,la Precariedad del Mercado de Trabajo en la Era de la Globalización". Ed. Paidós, Barcelona, ISBN 978-84-493-0968-7
- Mercader Ugina J.R.(2009): "Trabajadores Maduros,un Análisis Multidisciplinar de la Edad en el Ámbito Laboral". Ed. Lex Nova Valladolid,ISBN 978-84-9898-108-7

## Link-uri externe
- Somavía, Juan (1999). Trabajo Decente: Memoria del Director General, OIT
- ¿Qué es el trabajo decente?, por Virgilio Levaggi, Peripecias, Nº 46, 2 de mayo de 2007
- Espinoza, Malva (2003). Trabajo decente y protección social, Santiago, Oficina Internacional del Trabajo, ISBN 92-2-314231-8
- Rodgers, Gerry. «El trabajo decente como una meta para la economía global», Boletín, Cinterfor, Nº 153, 2012
- Libro "Responsabilidad Social Empresaria y Trabajo Decente" editado por el Ministerio de Trabajo de la Rep. Argentina, la CEPAL y el PNUD
- Díptico explicativo con imágenes. Unión Sindical Obrera